# Nykredit
Nykredit (en inglés: New Credit) es una de las principales compañías de servicios financieros de Dinamarca con actividades que van desde hipotecas, banca minorista y de inversión hasta seguros, arrendamientos y operaciones de renta fija y gestión de activos. Fundado en 1851, es el mayor prestamista de Dinamarca y uno de los principales emisores de bonos privados en Europa. Entre sus grandes cifras destacan:
- Beneficios antes de impuestos: DKK 3,205m (2012)
- Cuota de mercado de la banca hipotecaria: 43% (2012).
- Cuota de mercado de la banca comercial: 5,7% (2012).

## Historia
En 2003, Nykredit compró Totalkredit, una institución de préstamos hipotecarios cuyos productos son distribuidos por 103 bancos regionales y locales.
En 2008, Nykredit compró Forstædernes Bank y lo fusionó con Nykredit Bank.
En 2014, Nykredit perdió un caso principal en la Corte Suprema de Dinamarca en relación con las tarifas de servicio.
En febrero de 2016, Nykredit se enfrentó a la indignación pública entre sus clientes debido al aumento significativo de las tarifas de servicio.
El 9 de septiembre de 2016, el Defensor del Pueblo danés del consumidor presentó un informe policial sobre la comercialización engañosa de las tarifas de servicio realizada por la empresa filial Totalkredit.

## Filiales
Nykredit tiene varias filiales bajo su control, normalmente a pleno dominio:
- Totalkredit A/S
- Nykredit Amontona A/S
- Nykredit Mægler A/S
- Nykredit Ejendomme A/S